# Górnik Zabrze w sezonie 2006/2007
Sezon 2006/2007 klubu Górnik Zabrze.

## Sezon
Niemalże do ostatniej kolejki Górnik walczył o utrzymanie w I lidze. Wskutek ukarania Arki Gdynia i Górnika Łęczna za udział w korupcji oraz decyzji odpowiednich organów, w trakcie sezonu 14. miejsce przestało być pozycją obligującą do rozegrania dwumeczu barażowego z 3. zespołem II ligi. Decydujący mecz odbył się w 29. rundzie spotkań, kiedy Górnik zmierzył się w Zabrzu z również walczącą o utrzymanie Wisłą Płock. Gospodarze wyszli z tego pojedynku zwycięsko i zapewnili sobie utrzymanie w szeregach najwyższej klasy rozgrywkowej kosztem rywali z Płocka.

## Mecze towarzyskie

### Po zakończeniu sezonu 2005/06
| W pierwszym meczu sparingowym rozegranym po zakończeniu sezonu 2005/06, zespół Górnika przegrał 0:1 z IV-ligową drużyną Beskidy Andrychów. W meczu testowani byli: Jan Cios, Andrzej Bednarz, Dariusz Stachowiak, Tomasz Łuczywek, Tadeusz Bartnik, Grzegorz Lech, Maciej Paszkiewicz, Rastislav Kupec i Tomasz Kasprzyk oraz powracający z wypożyczeń Dawid Sala i Tomasz Laskowski. \| 21 czerwca 2006 \| Beskidy Andrychów · Piotr Stach 79' \| 1:00:0 \| Górnik Zabrze \| Stadion Miejski, Andrychów \| \| \| \| \| \| \| |                                     |        |               |                            |
| 21 czerwca 2006 | Beskidy Andrychów · Piotr Stach 79' | 1:00:0 | Górnik Zabrze | Stadion Miejski, Andrychów |
| |                                     |        |               |                            |

## Rozgrywki
- I liga: 14. miejsce
- Puchar Polski: 1/8 finału
- Puchar Ekstraklasy: faza grupowa

## Wyniki
|    | Dzień                |   | Przeciwnik                       | Wynik | Rozgrywki                     | Strzelcy bramek                                |
| -- | -------------------- | - | -------------------------------- | ----- | ----------------------------- | ---------------------------------------------- |
| 1  | 29 lipca 2006        | W | Wisła Kraków                     | 0:1   | I liga, kolejka 1             |                                                |
| 2  | 5 sierpnia 2006      | D | Pogoń Szczecin                   | 0:3   | I liga, kolejka 2             |                                                |
| 3  | 12 sierpnia 2006     | W | Górnik Łęczna                    | 2:0   | I liga, kolejka 3             | Aleksander 38, T. Moskal 53                    |
| 4  | 18 sierpnia 2006     | D | Widzew Łódź                      | 0:0   | I liga, kolejka 4             |                                                |
| 5  | 26 sierpnia 2006     | W | Legia Warszawa                   | 2:3   | I liga, kolejka 5             | T. Moskal 77, Prokop 90 kar.                   |
| 6  | 9 września 2006      | D | Odra Wodzisław Śląski            | 2:2   | I liga, kolejka 6             | Aleksander 61, J. Kowalczyk 67 sam.            |
| 7  | 16 września 2006     | W | Zagłębie Lubin                   | 1:1   | I liga, kolejka 7             | Radler 45                                      |
| 8  | 19 września 2006     | W | Mieszko Gniezno                  | 1:0   | Puchar Polski, 1/16 finału    | Łuczywek 81                                    |
| 9  | 24 września 2006     | D | Cracovia                         | 5:1   | I liga, kolejka 8             | Prokop 24, 84, T. Moskal 43, 70, Stachowiak 89 |
| 10 | 30 września 2006     | D | Dyskobolia Grodzisk Wielkopolski | 0:2   | I liga, kolejka 9             |                                                |
| 11 | 14 października 2006 | W | GKS Bełchatów                    | 1:0   | I liga, kolejka 10            | Prokop 40 kar.                                 |
| 12 | 21 października 2006 | D | ŁKS Łódź                         | 0:2   | I liga, kolejka 11            |                                                |
| 13 | 24 października 2006 | W | Korona Kielce                    | 0:5   | Puchar Polski, 1/8 finału     |                                                |
| 14 | 28 października 2006 | W | Lech Poznań                      | 0:2   | I liga, kolejka 12            |                                                |
| 15 | 4 listopada 2006     | D | Arka Gdynia                      | 0:2   | I liga, kolejka 13            |                                                |
| 16 | 11 listopada 2006    | W | Wisła Płock                      | 3:1   | I liga, kolejka 14            | Radler 2, Aleksander 62, Andraszak 71          |
| 17 | 17 listopada 2006    | W | Korona Kielce                    | 2:4   | I liga, kolejka 15            | Aleksander 26, Łuczywek 79                     |
| 18 | 21 listopada 2006    | W | Odra Wodzisław Śląski            | 1:0   | Puchar Ekstraklasy, kolejka 1 | T. Moskal 56                                   |
| 19 | 1 grudnia 2006       | W | Zagłębie Lubin                   | 0:3   | Puchar Ekstraklasy, kolejka 3 |                                                |
| 20 | 7 grudnia 2006       | W | Wisła Kraków                     | 1:2   | Puchar Ekstraklasy, kolejka 2 | Głowacki 51 sam.                               |
| 21 | 24 lutego 2007       | D | Odra Wodzisław Śląski            | 1:1   | Puchar Ekstraklasy, kolejka 4 | Madejski 85                                    |
| 22 | 28 lutego 2007       | D | Wisła Kraków                     | 2:3   | Puchar Ekstraklasy, kolejka 5 | Jarka 86, Sala 90                              |
| 23 | 4 marca 2007         | D | Wisła Kraków                     | 0:4   | I liga, kolejka 16            | Gierczak 44, Brzęczek 76                       |
| 24 | 10 marca 2007        | W | Pogoń Szczecin                   | 0:0   | I liga, kolejka 17            |                                                |
| 25 | 17 marca 2007        | D | Górnik Łęczna                    | 2:3   | I liga, kolejka 18            | Prokop 45, Radler 52                           |
| 26 | 23 marca 2007        | D | Zagłębie Lubin                   | 0:1   | Puchar Ekstraklasy, kolejka 6 |                                                |
| 27 | 31 marca 2007        | W | Widzew Łódź                      | 1:2   | I liga, kolejka 19            | Radler 35                                      |
| 28 | 7 kwietnia 2007      | D | Legia Warszawa                   | 1:0   | I liga, kolejka 20            | Andraszak 69                                   |
| 29 | 14 kwietnia 2007     | W | Odra Wodzisław Śląski            | 0:0   | I liga, kolejka 21            |                                                |
| 30 | 18 kwietnia 2007     | D | Zagłębie Lubin                   | 0:3   | I liga, kolejka 22            |                                                |
| 31 | 21 kwietnia 2007     | W | Cracovia                         | 1:3   | I liga, kolejka 23            | Jarka 84                                       |
| 32 | 28 kwietnia 2007     | D | Dyskobolia Grodzisk Wielkopolski | 2:3   | I liga, kolejka 24            | Jarka 14, Białek 66 kar.                       |
| 33 | 4 maja 2007          | W | GKS Bełchatów                    | 1:3   | I liga, kolejka 25            | Jarka 30                                       |
| 34 | 9 maja 2007          | D | ŁKS Łódź                         | 1:1   | I liga, kolejka 26            | T. Moskal 18                                   |
| 35 | 12 maja 2007         | D | Lech Poznań                      | 1:2   | I liga, kolejka 27            | B. Socha 81                                    |
| 36 | 19 maja 2007         | W | Arka Gdynia                      | 0:3   | I liga, kolejka 28            |                                                |
| 37 | 22 maja 2007         | D | Wisła Płock                      | 2:0   | I liga, kolejka 29            | Gubiec 51 sam., B. Socha 90                    |
| 38 | 26 maja 2007         | D | Korona Kielce                    | 0:0   | I liga, kolejka 30            |                                                |

- D – dom
- W – wyjazd

## Skład i ustawienie zespołu
| W SEZONIE 2006/2007  |       |        |                |       |      |
| Imię i nazwisko      | Numer | Kraj   | Data urodzenia | Mecze | Gole |
| Trener               |       |        |                |       |      |
| Marek Motyka         |       | Polska | 17.04.1958     | 32    |      |
| Zdzisław Podedworny  |       | Polska | 13.04.1941     | 4     |      |
| Marek Piotrowicz     |       | Polska | 20.11.1963     | 2     |      |
| Bramkarze            |       |        |                |       |      |
| Tomasz Laskowski     |       | Polska | 17.12.1984     | 9     | 0    |
| Marcin Mańka         |       | Polska | 23.11.1977     | 3     | 0    |
| Mateusz Sławik       |       | Polska | 03.11.1980     | 26    | 0    |
| Obrońcy              |       |        |                |       |      |
| Tomasz Augustyniak   |       | Polska | 23.08.1975     | 4     | 0    |
| Andrzej Bednarz      |       | Polska | 22.12.1980     | 28    | 0    |
| Jan Cios             |       | Polska | 22.08.1976     | 17    | 2    |
| Sylwester Dębowski   |       | Polska | 28.04.1987     | 8     | 0    |
| Sławomir Jarczyk     |       | Polska | 18.08.1980     | 30    | 0    |
| Jacek Paszulewicz    |       | Polska | 15.01.1977     | 6     | 0    |
| Tomasz Prasnal       |       | Polska | 18.03.1978     | 25    | 0    |
| Błażej Radler        |       | Polska | 02.08.1982     | 31    | 4    |
| Dawid Sala           |       | Polska | 14.03.1984     | 2     | 1    |
| Pomocnicy            |       |        |                |       |      |
| Rafał Andraszak      |       | Polska | 05.02.1978     | 33    | 2    |
| Dawid Bartos         |       | Polska | 25.12.1978     | 21    | 0    |
| Jarosław Białek      |       | Polska | 22.02.1981     | 14    | 1    |
| Grzegorz Bogdan      |       | Polska | 27.08.1980     | 5     | 1    |
| Krzysztof Bukalski   |       | Polska | 22.09.1970     | 20    | 0    |
| Adam Danch           |       | Polska | 15.12.1987     | 17    | 0    |
| Piotr Gierczak       |       | Polska | 02.05.1976     | 6     | 0    |
| Adam Giesa           |       | Polska | 16.12.1982     | 1     | 0    |
| Łukasz Juszkiewicz   |       | Polska | 09.03.1983     | 14    | 0    |
| Tomasz Łuczywek      |       | Polska | 09.12.1978     | 29    | 2    |
| Piotr Madejski       |       | Polska | 02.08.1983     | 15    | 1    |
| Artur Prokop         |       | Polska | 18.12.1972     | 26    | 5    |
| Damian Seweryn       |       | Polska | 30.09.1979     | 25    | 0    |
| Dariusz Stachowiak   |       | Polska | 18.07.1984     | 28    | 1    |
| Napastnicy           |       |        |                |       |      |
| Arkadiusz Aleksander |       | Polska | 19.04.1980     | 17    | 4    |
| Marcin Dudziński     |       | Polska | 14.07.1977     | 1     | 0    |
| Dawid Jarka          |       | Polska | 15.08.1987     | 24    | 4    |
| Krzysztof Kruczek    |       | Polska | 28.01.1985     | 5     | 0    |
| Marcin Kuźba         |       | Polska | 15.04.1977     | 7     | 0    |
| Tomasz Moskal        |       | Polska | 08.07.1975     | 30    | 6    |
| Bartłomiej Socha     |       | Polska | 28.08.1981     | 10    | 2    |

### Transfery

#### Przybyli
| Nr | Poz | Kraj   | Nazwisko           | Poprzedni klub | Typ  | OT     | Koniec | Kwota transferu | Źródło |
| -- | --- | ------ | ------------------ | -------------- | ---- | ------ | ------ | --------------- | ------ |
| 6  | PO  | Polska | Tomasz Łuczywek    | GKS Bełchatów  | wyp. | letnie | 2007   | -               | [ 6 ]  |
| 5  | OB  | Polska | Jan Cios           | Arka Gdynia    | -    | letnie | bd.    | -               | [ 7 ]  |
| 23 | PO  | Polska | Dariusz Stachowiak | Sokół Kleczew  | -    | letnie | bd.    | -               | [ 7 ]  |
| 8  | OB  | Polska | Tomasz Augustyniak | Tur Turek      | -    | letnie | bd.    | -               | [ 7 ]  |

Ostatnia aktualizacja: 13 listopada 2010

NR = Numer na koszulce; Poz = Pozycja; OT = Okno transferowe; Koniec = Rok zakończenia kontraktu

#### Odeszli
| Poz | Kraj   | Nazwisko   | Nowy klub      | Typ           | OT     | Kwota transferu | Źródło |
| --- | ------ | ---------- | -------------- | ------------- | ------ | --------------- | ------ |
| NA  | Polska | Kamil Król | Brescia Calcio | powrót z wyp. | letnie | -               | [ 8 ]  |

Ostatnia aktualizacja: 25 sierpnia 2010

Poz = Pozycja; EU = Obywatelstwo Unii Europejskiej; OT = Okno transferowe

## Zarząd i sztab szkoleniowy
| Stanowisko                      | Osoba              |
| ------------------------------- | ------------------ |
| Prezes                          | Jerzy Frenkiel     |
| Trener                          | Marek Motyka       |
| Asystent trenera                | Przemysław Cecherz |
| Asystent trenera                |                    |
| Trener bramkarzy                | Tomasz Rogala      |
| Trener przygotowania fizycznego |                    |
| Fizjoterapeuta                  |                    |
| Fizjoterapeuta                  |                    |
| Statystyki, analizy             |                    |
| Lekarz Drużyny                  |                    |
| Masażysta                       | Bartłomiej Lebieda |
| Kierownik drużyny               | Jarosław Barteczko |